# America (álbum)
| Críticas profissionais | Críticas profissionais |
| Avaliações da crítica  | Avaliações da crítica  |
| Fonte                  | Avaliação              |
| ---------------------- | ---------------------- |
| All Music Guide        | 4 de 5 estrelas.       |

America é o álbum de estreia da banda de folk rock America, lançado em 1971.
A princípio, o disco foi lançado sem a faixa "A Horse With No Name", que ainda não havia sido gravada. Quando a faixa tornou-se um hit mundial, no começo de 1972, o álbum foi re-lançado com a canção incluída.
O álbum permaneceu no primeiro lugar das paradas norte-americanas por cinco semanas. Dois singles do álbum alcançaram as paradas de singles da Billboard: "A Horse With No Name" (3 semanas no 1° lugar em 1972) e "I Need You" (alcançou o 9º lugar). Outras canções do álbum também foram difundidas pelo rádio, como "Sandman" e "Three Roses".
O álbum ganhou o disco de platina da RIAA por vender mais de 1 milhão de unidades nos Estados Unidos.

## Faixas
| N.º | Título                 | Compositor(es) | Duração |  |
| 1.  | "Riverside"            | Dewey Bunnell  | 3:03    |  |
| 2.  | "Sandman"              | Bunnell        | 5:04    |  |
| 3.  | "Three Roses"          | Bunnell        | 3:54    |  |
| 4.  | "Children"             | Bunnell        | 3:07    |  |
| 5.  | "A Horse With No Name" | Bunnell        | 4:10    |  |
| 6.  | "Here"                 | Gerry Beckley  | 5:30    |  |
| 7.  | "I Need You"           | Beckley        | 3:05    |  |
| 8.  | "Rainy Day"            | Dan Peek       | 2:55    |  |
| 9.  | "Never Found the Time" | Peek           | 3:50    |  |
| 10. | "Clarice"              | Beckley        | 4:01    |  |
| 11. | "Donkey Jaw"           | Peek           | 5:17    |  |
| 12. | "Pigeon Song"          | Bunnell        | 2:18    |  |

## Ficha Técnica
- Gerry Beckley – voz, violão, baixo, piano, carrilhão de orquestra
- Dewey Bunnell – voz, violão
- Dan Peek – voz, violão, piano, baixo

- David Atwood – bateria
- Iam Samwell – produtor
- Jeff Dexter – produtor executivo
- Ray Cooper – percussão
- Kim Haworth – bateria
- David Lindley – guitarra
- Ken Scott – engenheiro de som
- Nigel Waymouth – foto da capa e design
- Flash Fox – logotipo e gráficos

## Certificações
| Região                                              | Certificação | Vendas     |
| --------------------------------------------------- | ------------ | ---------- |
| Canadá (Music Canada)                               | Platina      | 150 000^   |
| Reino Unido (BPI)                                   | Ouro         | 100,000^   |
| Estados Unidos (RIAA)                               | Platina      | 1,000,000^ |
| ^números de vendas baseados somente na certificação |              |            |